# Schoscha (Dysna)
Die Schoscha (belarussisch Шоша) ist ein kleiner Fluss im Rajon Hlybokaje in Belarus. Die Länge des Flusses beträgt 30 Kilometer. Der Fluss entspringt dem See Scho und mündet in den See Plissa. Das durchschnittliche Gefälle der Schoscha beträgt 0,5 ‰.
Die größten Zuflüsse sind Tschyszjanka und Lutschajka.